# La Morra
La Morra är en ort och kommun i provinsen Cuneo i regionen Piemonte i Italien. Kommunen hade 2 769 invånare (2018).